# Миролюбівка (Покровський район)
Миролю́бівка — село Гродівської селищної громади Покровського району Донецької області, Україна. У селі мешкає 597 людей. Знищено російсько-українською війною.

## Загальні відомості
Відстань до райцентру становить близько 19 км і проходить автошляхом Н32.

## Символіка
Центральним елементом герба виступає золота ліра, стилізована під сільськогосподарський інструмент. Ліра символізує Миролюбівський сільський будинок культури. Він багато оздоблений різьбленням, з оксамитовими стільцями, вишуканими шторами, вбранням сцени, оркестровою ямою. Має 400 місць, великий вестибюль, фоє, приміщення для гуртків самодіяльності, повний комплект інструментів для духового оркестру. Більшість районних заходів проводилось на базі Будинку культури. Після роботи люди поспішали сюди на репетиції спектаклів. Майже щомісяця запрошували артистів: Закубанський народний хор, хор Вірьовки, артистів цирку та кіно та інші. Сільськогосподарська стилізація ліри та колоски вказують, що населення в основному займається сільким господарством. Гілочки калини вказують на легенду про те, що колись хтось назвав село калиновим раєм і село стало називатися Калинівка. Також в гілках калини і колосках пшениці прослідковується дуальність, як символ того, що Миролюбівка це два села об'єднані в одне. На мапі і зараз це добре проглядається. Лазуровий колір добре поєднується із водосховищем поблизу села.

## Довоєнний час
Село Миролюбівка розташоване в балці, де невелика річечка Казенний Торець набирає силу. Якщо дивитися з самої високої точки — з початку села. На правому березі річки розташоване село — будинки, сільський будинок культури, школа, дитячий садок, магазин, відділок зв'язку та фельдшерсько-акушерський пункт, водяна гладь ставка. У 2006 році Миролюбівці святкували 275 — річницю утворення села.
Із 18 століття проживають тут покоління українців, чиї предки — кріпосні селяни — були переселенцями з центральних районів України.
На території були розташовані два поселення, Левінщина і Д'яволанщина (назви пішли від прізвищ поміщиків Левін і Д'явін), кордоном між поселеннями була ґрунтова дорога, яка пролягала від кінця балки Сагалянової (фото)
до перехрестя з річкою Казенний Торець (на фото гирло річки та водосховище з якого річка набирає своєї сили). 

Поміщицькі маєтки та господарські будівлі були розташовані на горі, їх власники мешкали в селі майже до скасування кріпосного права, після чого спішно продали належні їм землі. Подальша доля їх невідома.
Людина, скупивши землі двох поміщиків, носила прізвище Маркін і село стало називатися Маркінка (Марчинковка).
Після 1917—1918 років село перейменували і дали назву Калинівка. Існує легенда, що у весняний день перед Паскою, проїжджаючи через село люди попросили напитися води і, подякувавши господарям, сказали, що це село схоже на калиновий рай, що і стало приводом дати селу назву Калинівка. Назва збереглася до 1944 року. В тому ж році село перейменували в Миролюбівку. Вважається, що приводом для цієї назви було палке бажання жити мирним життям. В 1976 році виникла легенда, що у командира, який загинув разом з однополчанами звільняючи село, було прізвище Миролюбов, і, нібито в честь нього названо село. Та це тільки легенда не підтверджена фактами.
У різні роки дослідити історію села намагалися учні Миролюбівської ЗОШ під керівництвом учителів історії Назаренка Михайла Пилиповича і Байрачної Лідії Іванівни, вчителя російської мови і літератури Гнілової Світлани Сергіївни. Їхні дослідження зберігаються в історико—етнографічному музеї «Світлиця» Миролюбівської ЗОШ і використані в цьому матеріалі.
Свою точку зору з приводу історії села висловив і пенсіонер Усаткін Дмитро Онуфрійович. Нижче наведені його Дослідження, опубліковані в районній газеті «Маяк».

## Післявоєнний час
Старожили згадують про організацію Калинівської сільської ради десь на початку 40-х років і перших її голів: Свіріпу Івана Онисимовича, Чуприну Дмитра Івановича, Ушивого Івана Микитовича, Сінькова Никона Абрамовича і секретаря сільської ради тих років, незмінного Усаткіна Онуфрія Ілліча. Із свідоцтв про народження людей стає відомо, що сільська рада іменувалась ще і Калиново-Карлівською і тільки в 50-ті роки стала називатись Миролюбівською. Наприкінці 50-х років, охоплена політикою партії з укрупнення, сільська рада об'єднується з Улянівською, і тільки в 1990 році Миролюбівська сільська рада відокремилася від Улянівської як самостійна.
У післявоєнні роки велика увага приділялась організації дозвілля селян. Місця для проведення цієї роботи не було. Люди збиралися в невеличкій сільській хатині (нині подвір'я Андрусик Г. В.), а керував культурно—освітньою роботою Анатолій Филимонович Кириченко. Тільки селяни закінчували роботу, то поспішали до клубу: хто на репетицію спектаклю, хто просто поспівати улюблених пісень, хто на шашкові та шахові турніри, хто послухати цікаві лекції місцевих вчителів.
У 50-ті роки був збудований сільський клуб (на даний час приміщення магазину). Керував сільським клубом у 50-60 роки Чуприна Єгор Єгорович і, які старожили згадують як найбільш активну участь населення в художній самодіяльності, а саме, постановки спектаклів — «Украдене щастя», «Назар Стодоля», «За двома зайцями» та інші. Улюбленцями сільської публіки були артисти — мешканці села: Свіріпа Іван Онисимович, Чуприна Єгор Єгорович, Назаренко Ганна Демидівна, Ткаченко Євдоким Яремович, Сінькова Надія Сергіївна, Леоха Ніна Федорівна, Чуприна Тетяна Максимівна. На великі свята місць в залі не вистачало і тоді захід переносився на подвір'я перед клубом. Для сцени використовували дві вантажні машини з опущеними бортами. Спектаклі проходили на цій імпровізованій сцені, глядачі приходили зі своїми стільцями.
У ці роки набуває популярності кіно. Першим кіномеханіком пересувної кіноустановки був Судоплатов Володимир Георгійович. Він мав змогу продемонструвати фільм для дітей у школі і для дорослих у клубі і навіть встигав в с. Єлизаветівка. Глядачів завжди було багато.
Тищенко Михайло Данилович — перший директор нового СБК, який збудовано на честь 100—річчя народження В. І. Леніна.

На той час Миролюбівський сільський будинок був багато оздоблений різьбленням, з оксамитовими стільцями, вишуканими шторами, вбранням сцени, оркестровою ямою. Мав 400 місць, великий вестибюль, фоє, приміщення для гуртків самодіяльності, повний комплект інструментів для духового оркестру. Тому більшість районних заходів проводилось на базі Будинку культури. Миролюбівці мали змогу доторкнутися до професійного мистецтва. Майже щомісяця запрошували артистів: Закубанський народний хор, хор Вірьовки, артистів цирку та кіно та інші.
Все ще популярним залишається кіно. Кіномеханіком у новозбудованому Будинку культури був Кобець Олександр Олександрович, знавець своєї справи, знав новинки кіно і селяни мали змогу першими в районі дивитися їх. З віком прогресу і комп'ютеризації зацікавленість до кіно у населення зник і саме тому на даний час ця галузь культурно—просвітницької роботи не працює.
У післявоєнні роки в селі почала працювати хата—читальня, якою керував Чуприна Єгор Єгорович і яка була єдиним осередком культури та дозвілля на селі. Цю вахту підхопила Полигач Любов Іванівна, яка навіки в пам'яті залишиться як людина, до якої йшли селяни не лише за книжкою, а за порадою, за добрим словом і співчуттям, поділитися і радістю, і горем.
Миролюбівську (раніше Марченківську початкову) школу засновано приблизно у 1905 році при приході Різдвяно-богородичного храму смт Новоекономічне (тоді Караково).
У церковних книгах не зберігся запис про цю подію, і дату встановлено за розповідями старожилів.
Про перших вчителів також нічого не відомо. Старожили згадували тільки вчителя, у минулому офіцера царської армії Андрія Федоровича, який працював у школі з 1924 по 1932 рік, а потім поїхав із села. Тоді школу відвідувало близько 70 учнів. На той час працювала ще одна початкова школа в селі Петрівка та Єлизаветівка. Кількість дітей, які відвідували ці школи від 20 до 40.
З 1932 року школа стала семирічною. Очолив її Назаренко Михайло Пилипович, вчитель історії, який керував закладом до 1977 року. Давно пішов з життя перший директор школи. Михайло Пилипович перший спробував створити рукописну історію села, школи. Під час Вітчизняної війни, з 1 вересня 1941 по 1 вересня 1943 року, школа була тимчасово закрита, а її директор Назаренко Михайло Пилипович відбув до лав Радянської армії захищати свою батьківщину. Воював у 180-му гвардійському винищувальному авіаполку, старшим механіком з озброєння. Нагороджений в 1943 році орденом Червоної Зірки медалями «За відвагу» і за «Бойові заслуги». Після війни школа стала восьмирічною, у 60-і роки її вже відвідували 160 чоловік. Викладацький колектив складався з 12 вчителів: 2 — з вищою, 10 — з середньою освітою.
Старенька школа була з пічним опаленням. Вчителі та учні підтримували теплоту у школі. Ввечері до школи приходили учні — заочники, з якими працювали вчителі після уроків.
Нова будівля школи вступила в експлуатацію в січні 1994 р.

## Населення
За даними перепису 2001 року населення села становило 597 осіб, із них 87,6 % зазначили рідною мову українську та 12,4 % — російську.